# 卡宁德
卡宁德（葡萄牙語：Canindé）是巴西塞阿拉州的一个市镇。总面积3218.423平方公里，总人口74486人，人口密度23.1人/平方公里。